# Графіте
Едіналдо Батіста Лібано (порт. Edinaldo Batista Libânio), відоміший як просто Графіте (порт. Grafite, нар. 2 квітня 1979, Жундіаї) — бразильський футболіст, нападник клубу «Санта-Круж».
Насамперед відомий виступами за «Вольфсбург» та національну збірну Бразилії.

## Клубна кар'єра
У дорослому футболі дебютував 1998 року виступами за «Матоненсе», в якій провів два сезони, взявши участь у 30 матчах чемпіонату.
Згодом виступав за низку бразильських клубів та корейський «Сеул».

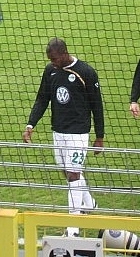
Графіте під час виступів за «Вольфсбург». 2008 року.

Своєю грою за «Гояс» привернув увагу представників тренерського штабу «Сан-Паулу», до складу якого приєднався на початку 2004 року. Відіграв за команду із Сан-Паулу наступні два сезони своєї ігрової кар'єри. Більшість часу, проведеного у складі «Сан-Паулу», був основним гравцем атакувальної ланки команди і одним з головних бомбардирів команди, маючи середню результативність на рівні 0,39 голу за гру першості. За цей час виборов титул володаря Кубка Лібертадорес.
Протягом 2006—2007 років захищав кольори французького «Ле-Мана».
31 серпня 2007 року уклав контракт з «Вольфсбургом», який викупив трансфер футболіста за 5,6 млн євро. У складі «вовків» провів наступні чотири роки своєї кар'єри гравця. Граючи у складі «Вольфсбурга» також здебільшого виходив на поле в основному складі команди. В новому клубі був серед найкращих голеодорів, відзначаючись забитим голом в середньому щонайменше у кожній третій грі чемпіонату. За цей час додав до переліку своїх трофеїв титул чемпіона Німеччини, а також став найкращим бомбардиром чемпіонату.
До складу клубу «Аль-Аглі» (Дубай) приєднався 19 червня 2011 року, підписавши дворічний контракт. До кінця 2014 року встиг відіграти за еміратську команду 79 матчів в національному чемпіонаті, в яких забив 63 голи. За цей час виграв з командою національний чемпіонат, кубок, суперкубок та кубок ліги.
Протягом першої половини 2015 року грав за катарський «Аль-Садд», після чого повернувся на батьківщину, ставши гравцем «Санта-Кружа». В першому ж сезоні допоміг команді зайняти 2 місце в Серії Б та вийти до елітного дивізіону. Всього встиг відіграти за команду з Ресіфі 15 матчів в національному чемпіонаті.

## Виступи за збірну
27 квітня 2005 року дебютував в офіційних матчах у складі національної збірної Бразилії в товариській грі проти збірної Гватемали, у якій відразу відзначився голом. Проте, після цього матчу перестав викликатися в збірну аж до 2010 року.
У складі збірної був учасником чемпіонату світу 2010 року у ПАР, на якому лише одного разу вийшов на заміну.
Всього провів у формі головної команди країни 4 матчі, забивши 1 гол.

## Статистика виступів

### Статистика клубних виступів
| Сезон                        | Команда                      | Чемпіонат                    | Чемпіонат | Чемпіонат | Національний кубок | Національний кубок | Національний кубок | Континентальні кубки | Континентальні кубки | Континентальні кубки | Інші змагання | Інші змагання | Інші змагання | Усього | Усього |
| Сезон                        | Команда                      | Ліга                         | Ігор      | Голів     | Ліга               | Ігор               | Голів              | Ліга                 | Ігор                 | Голів                | Ліга          | Ігор          | Голів         | Ігор   | Голів  |
| ---------------------------- | ---------------------------- | ---------------------------- | --------- | --------- | ------------------ | ------------------ | ------------------ | -------------------- | -------------------- | -------------------- | ------------- | ------------- | ------------- | ------ | ------ |
| 1998–99                      | «Матоненсе»                  | C (ІІІ)                      | 0         | 0         |                    | -                  | -                  |                      | -                    | -                    |               | -             | -             | 0      | 0      |
| 2000                         | «Матоненсе»                  | C (ІІІ)                      | 0         | 0         |                    | -                  | -                  |                      | -                    | -                    |               | -             | -             | 0      | 0      |
| Усього за «Матоненсе»        | Усього за «Матоненсе»        | Усього за «Матоненсе»        | 0         | 0         |                    | -                  | -                  |                      | -                    | -                    |               | -             | -             | 0      | 0      |
| 2000–01                      | «Ферровіярія»                | C (ІІІ)                      | 0         | 0         |                    | -                  | -                  |                      | -                    | -                    |               | -             | -             | 0      | 0      |
| 2001                         | «Санта-Круж»                 | A                            | 22        | 5         |                    | -                  | -                  |                      | -                    | -                    |               | -             | -             | 22     | 5      |
| 2002                         | «Греміо»                     | A                            | 6         | 0         |                    | -                  | -                  |                      | -                    | -                    |               | -             | -             | 6      | 0      |
| 2003                         | «Сеул»                       | КЛ                           | 9         | 0         |                    | -                  | -                  |                      | -                    | -                    |               | -             | -             | 9      | 0      |
| 2003                         | «Гояс»                       | A                            | 19        | 12        |                    | -                  | -                  |                      | -                    | -                    |               | -             | -             | 19     | 12     |
| 2004                         | «Сан-Паулу»                  | A                            | 38        | 17        |                    | -                  | -                  |                      | -                    | -                    |               | -             | -             | 38     | 17     |
| 2005                         | «Сан-Паулу»                  | A                            | 6         | 0         |                    | -                  | -                  |                      | -                    | -                    |               | 2             | 0             | 8      | 0      |
| Усього за «Сан-Паулу»        | Усього за «Сан-Паулу»        | Усього за «Сан-Паулу»        | 44        | 17        |                    | -                  | -                  |                      | -                    | -                    |               | 2             | 0             | 46     | 17     |
| 2005–06                      | «Ле-Ман»                     | Л1                           | 11        | 3         |                    | -                  | -                  |                      | -                    | -                    |               | -             | -             | 11     | 3      |
| 2006–07                      | «Ле-Ман»                     | Л1                           | 34        | 12        |                    | -                  | -                  |                      | -                    | -                    |               | -             | -             | 34     | 12     |
| 2007–08                      | «Ле-Ман»                     | Л1                           | 6         | 2         |                    | -                  | -                  |                      | -                    | -                    |               | -             | -             | 6      | 2      |
| Усього за «Ле-Ман»           | Усього за «Ле-Ман»           | Усього за «Ле-Ман»           | 51        | 17        |                    | -                  | -                  |                      | -                    | -                    |               | -             | -             | 51     | 17     |
| 2007–08                      | «Вольфсбург»                 | БЛ                           | 24        | 11        |                    | 4                  | 1                  |                      | -                    | -                    |               | -             | -             | 28     | 12     |
| 2008–09                      | «Вольфсбург»                 | БЛ                           | 25        | 28        |                    | 3                  | 4                  | КУЄФА                | 3                    | 3                    |               | -             | -             | 31     | 35     |
| 2009–10                      | «Вольфсбург»                 | БЛ                           | 30        | 11        |                    | 2                  | 1                  | ЛЧ+ЛЄ                | 4+4                  | 3+3                  |               | -             | -             | 40     | 18     |
| 2010–11                      | «Вольфсбург»                 | БЛ                           | 28        | 9         |                    | 3                  | 1                  |                      | -                    | -                    |               | -             | -             | 31     | 10     |
| Усього за «Вольфсбург»       | Усього за «Вольфсбург»       | Усього за «Вольфсбург»       | 107       | 59        |                    | 12                 | 7                  |                      | 11                   | 9                    |               | -             | -             | 130    | 77     |
| 2011–12                      | «Аль-Аглі» (Дубай)           | ПЛ                           | 21        | 16        |                    | -                  | -                  |                      | -                    | -                    | КОАЕ          | 12            | 13            | 33     | 29     |
| 2012–13                      | «Аль-Аглі» (Дубай)           | ПЛ                           | 20        | 24        | КП                 | 2                  | 2                  |                      | -                    | -                    | КОАЕ          | 2             | 0             | 24     | 26     |
| 2013–14                      | «Аль-Аглі» (Дубай)           | ПЛ                           | 14        | 10        |                    | -                  | -                  |                      | -                    | -                    |               | -             | -             | 14     | 10     |
| Усього за «Аль-Аглі» (Дубай) | Усього за «Аль-Аглі» (Дубай) | Усього за «Аль-Аглі» (Дубай) | 55        | 50        |                    | 2                  | 2                  |                      | -                    | -                    |               | 14            | 13            | 71     | 65     |
| Усього за кар'єру            | Усього за кар'єру            | Усього за кар'єру            | 277       | 119       |                    | 14                 | 9                  |                      | 11                   | 9                    |               | 15            | 13            | 302    | 135    |

### Статистика виступів за збірну
| Дата      | Місто     | Господарі  | Результат | Гості     | Турнір             | Голи | Примітки |
| --------- | --------- | ---------- | --------- | --------- | ------------------ | ---- | -------- |
| 27-4-2005 | Сан-Паулу | Бразилія   | 3 – 0     | Гватемала | товариський матч   | 1    |          |
| 2-3-2010  | Лондон    | Бразилія   | 2 – 0     | Ірландія  | товариський матч   | -    | 64'      |
| 2-6-2010  | Хараре    | Зімбабве   | 0 – 3     | Бразилія  | товариський матч   | -    | 59'      |
| 25-6-2010 | Дурбан    | Португалія | 0 – 0     | Бразилія  | ЧС 2010 - 1-й етап | -    | 85'      |
| Усього    |           | Матчів     | 4         |           | Голів              | 1    |          |

## Титули і досягнення

### Командні
«Сан-Паулу»
- Переможець Ліги Пауліста: 2005
- Володар Кубка Лібертадорес: 2005
- Клубний чемпіон світу: 2005

«Вольфсбург»
- Чемпіон Німеччини: 2008–09

«Аль-Аглі» (Дубай)
- Володар Кубок Президента ОАЕ: 2012–13
- Чемпіон ОАЕ: 2013–14
- Володар Суперкубка ОАЕ: 2013
- Володар Кубка ОАЕ: 2011–12, 2013–14

### Особисті
- Володар «Срібного м'яча» (увійшов до символічної збірної сезону в Бразилії): 2003
- Футболіст року в Німеччині: 2009
- Найкращий бомбардир Бундесліги: 2008–09 (28 голів)
- ESM Team of the Year: 2008–09